# Anna Paulowna

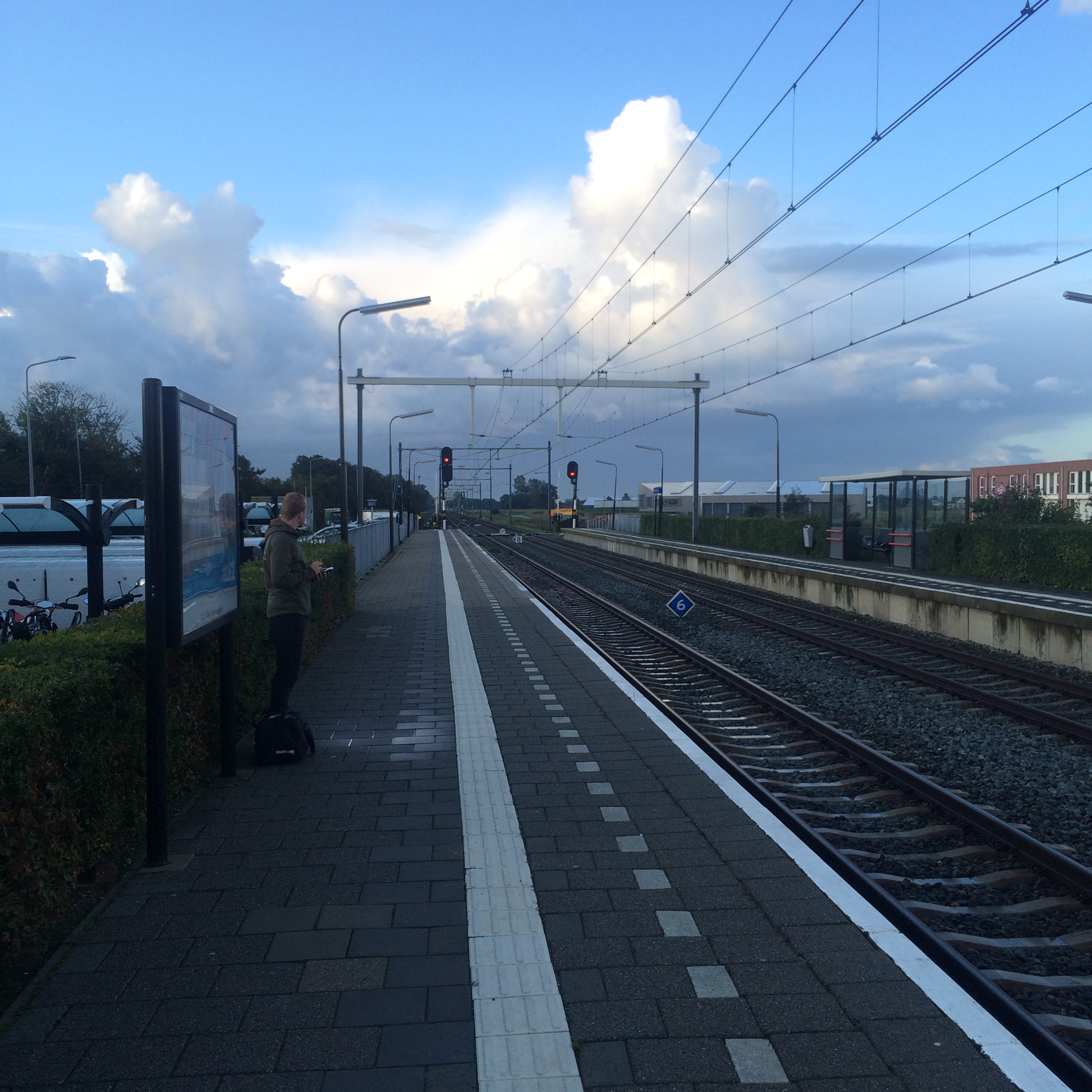

Anna Paulowna es una localidad holandesa del municipio de Hollands Kroon en la provincia de Holanda Septentrional. El nombre de Anna Paulowna proviene del pólder Anna Paulowna, desecado en 1846 durante el reinado de Guillermo II de los Países Bajos y su esposa Ana Pavlovna, de ahí su nombre.

## Núcleos de población
Anna Paulowna está rodeado de varias aldeas y distritos más: Breezand, Nieuwesluis, Van Ewicksluis y Wieringerwaard.

## Gobierno local
El consejo municipal de Anna Paulowna tiene 15 escaños, divididos entre:
- PvdA - 5 escaños
- CDA - 5 escaños
- VVD - 4 escaños
- Anna Paulowna Transparant, - 1 escaño